# Camille Saint-Aubin
Camille Saint-Aubin, né en 1758 dans le duché de Palatinat-Deux-Ponts, mort le 8 décembre 1820 à Paris, aussi connu sous le pseudonyme de Nibuatnias, est un économiste et homme politique français.

## Biographie
D'abord professeur de droit public en Saint-Empire, il vient en France après le début la Révolution et fonde à Sens une institution où il enseigne les langues vivantes. Il est incarcéré comme suspect sous la Terreur, puis devient professeur de législation à l'école centrale de Paris.
Il commence à prendre part aux affaires politiques et à se faire connaître par ses écrits à l'époque de l'établissement de la Constitution de l'an III (1795). S'occupant particulièrement de finances, de statistiques et de jurisprudence, il donne de nombreux articles aux journaux de l'époque, notamment L'Ami des lois et le Journal de Paris, organe d'orientation réactionnaire.
Il est secrétaire de Lecoulteux de Canteleu, alors membre du Conseil des Anciens et se fait connaître par plusieurs ouvrages :
- Théorie des lois pénales, traduit de Jeremy Bentham
- Exposition des avantages qui résultent de la vente immédiate des biens nationaux de la Belgique, contre des inscriptions au Grand Livre, 1797
- Observations sur le discours de Gibert-Desmolières concernant le rapport du ministre des finances, etc.., 1797
- Sur la mobilisation des deux tiers de la dette publique, 1797
- Réflexions détachées sur l'emprunt de 100 millions, 1799

En 1801, Saint-Aubin est appelé par le Premier Consul à faire partie du Tribunat. Il fait partie de la faible minorité qui tente de résister, au début, à certaines vues du gouvernement. Ses discours, comme ses écrits, portent la marque d'une piquante originalité. Aussi fait-il partie dès 1802, avec Benjamin Constant, Ganilh et quelques autres, de la première épuration que subit le Tribunat. 
Saint-Aubin publie ensuite :
- Le Change, le Pair du change, et les arbitrages expliqués, 1811
- L'Industrie littéraire et scientifique, liguée avec l'industrie commerciale et manufacturière, ou Opinions sur les finances, la politique, la morale et la philosophie, etc., 1816
- Essai sur la contrainte par corps, 1818

En 1819, il ouvre un cours public de statistique et de finances qui a de nombreux auditeurs.